# 키푸

라르코 박물관에 전시된 키푸

키푸 또는 잉카매듭문자는 잉카 제국 및 안데스 지역에서 쓰였던 줄의 매듭을 이용한 의사소통체계이다. 영어의 Quipu는 스페인어의 quipu의 철자를 따른 것이고, 최종소급어원인 케추아어와 그 여러 변이형에서는 khipu 또는 kipu로 쓰는데, k의 발음은 기식음이다. (한국어로는 ㅋ소리가 가장 비슷하다) 키푸는 주로 수량의 표시에 제한적으로 쓰여서 문자라고 하기에는 모자란 측면이 있다. 아직 미처 해독되지 않은 키푸도 많다.
결승문자(結繩文字)로도 불린다.